# Массамба, Давид
Давид Массамба (фр. David Massamba; род. 4 июня 1992, Киншаса) — габонский футболист, опорный полузащитник кувейтского «Аль-Тадамона».

## Биография
Давид Массамба родился 4 июня 1992 года в заирском городе Киншаса.
Играет в футбол на позиции опорного полузащитника. Первые годы карьеры провёл в чемпионате Габона. В 2012—2014 годах выступал за «Битам», в составе которого в сезоне-2012/13 стал чемпионом страны, а год спустя — бронзовым призёром.
В 2015—2018 годах выступал за «Мунану». В её составе дважды стал чемпионом Габона (2016—2017), один раз — бронзовым призёром (2015) и обладателем Кубка страны (2015).
В 2018 году перебрался в тунисский «Хаммам-Лиф», за два сезона провёл 28 матчей, забил 1 гол.
С 2020 года выступает за кувейтский «Аль-Тадамон».
В 2015 году провёл 4 матча за сборную Габона. Дебютировал 8 сентября в Лусаке в товарищеском поединке с Замбией (1:1), отыграв его полностью.

## Достижения

### Командные
Битам
- Чемпион Габона (1): 2013.
- Бронзовый призёр чемпионата Габона (1): 2014.

 Мунана
- Чемпион Габона (2): 2016, 2017.
- Бронзовый призёр чемпионата Габона (1): 2015.
- Кубок Габона (1): 2015.